# 제11회 아카데미상
제11회 아카데미상은 1939년 2월 23일에 열린 시상식이다. LA 빌트모어 호텔에서 개최되었으며 공식 사회자 없이 진행된 첫 아카데미상 시상식이 치러졌다.

## 후보 및 수상

### 작품상
- 우리들의 낙원 - 프랑크 카프라 수상
- 로빈 훗의 모험 - 할 B. 월리스
- 보이스 타운 - 존 W. 콘시딘 주니어
- 히포크라테스의 선서 - 빅터 사빌
- 네 명의 딸들 - 할 B. 월리스

### 위대한 환상
프랭크 롤머
- 제저벨 - 할 B. 월리스

### 남우주연상
- 보이스 타운 - 스펜서 트레이시 수상
- 알지어즈 - 샤를르 보와이에
- 더럽혀진 얼굴의 천사 - 제임스 카그니
- 히포크라테스의 선서 - 로버트 도나트
- 피그말리온 - 레슬리 하워드

### 여우주연상
- 제저벨 - 베티 데이비스 수상
- 마리 앙투아네트 - 노마 셔러
- 피그말리온 - 웬디 힐러
- 세 전우 - 마가렛 설리반
- 화이트 배너스 - 페이 베인터

### 남우조연상
- 켄터키 - 월터 브레넌 수상
- 알지어즈 - 진 로크하트
- 네 명의 딸들 - 존 가필드
- 내가 왕이라면 - 배질 라스본
- 마리 앙투아네트 - 로버트 몰리

### 여우조연상
- 제저벨 - 페이 베인터 수상
- 그레이트 왈츠 - 밀리자 코류스
- 메레리 위 리브 - 빌리 버크
- 오브 휴먼 하츠 - 벨루아 본디
- 우리들의 낙원 - 스프링 바잉톤

### 감독상
- 우리들의 낙원 - 프랑크 카프라 수상
- 더럽혀진 얼굴의 천사 - 마이클 커티즈
- 보이스 타운 - 노먼 터로그
- 히포크라테스의 선서 - 킹 비더

### 각본상
- 보이스 타운 - 엘리노어 그리핀 수상

### 각색상
- 피그말리온 - 조지 버나드 쇼 수상

### 촬영상
- 그레이트 왈츠 - 조셉 루텐버그 수상

### 편집상
- 로빈 훗의 모험 - 랠프 도슨 수상

### 미술상
- 로빈 훗의 모험 - 칼 줄리스 웨일 수상

### 음악상
- 로빈 훗의 모험 - 에릭 울프강 콘골드 수상

### 주제가상
- 빅 브로드캐스트 오브 1938 - 랠프 레인거 수상

### 음향믹싱상
- 카우보이와 숙녀 - United Artists Studio Sound Dept. 수상

### 공로상
- 할 B. 월리스 수상
- Arthur Ball 수상
- Harry M. Warner 수상
- 월트 디즈니 수상

### 아역상
- 디애너 더빈 수상
- 미키 루니 수상

### 어빙 탤버그 상
- 할 B. 월리스 수상

### 음악스코어링상
- 알렉산더의 랙타임 밴드 - 알프레드 뉴먼 수상